# Macroplea japana
Macroplea japana — вид жуков из семейства листоедов, из подсемейства радужниц (Donaciinae). Встречается в Японии и Приморском крае. Жук длиной до 6 мм. Ранее считался подвидом Macroplea mutica.